# 통영시의 역사
통영시는 구석기 시대 처음 사람이 자리를 잡으며, 진국과 변한을 거쳐, 가야시대에는 육가야 중 소가야에 속하였다가 신라로 흡수되었다. 신라 경덕왕 16년에는 강주에 속하였다가, 고려 현종 9년에는 거제현의 일부가 되었다. 고려 말기인 충렬왕 때 남해현으로 잠시 병합되었다가 다시 복귀하였다. 조선 선조 37년 1604년 삼도수군통제영이 이 고장으로 옮겨온 이후 군사도시로서 본격적인 발전을 하게 되었다.
일제 강점기인 1914년 4월 1일 용남군과 거제군을 합군하여 통영군이 되었다. 1955년 9월 1일 통영읍을 충무시로 승격하였다가 40년 후인 1995년 1월 1일 충무시 일원과 통영군 일원을 합쳐 현재의 통영시가 되었다.

## 역사

### 선사 시대
이 지역에 바다가 전혀 없었던 시대인 구석기 시대에 처음으로 통영 지역에는 사람이 살고 있었다.

### 삼한 - 남북국 시대
- 삼한 시대 이전에는 진국에, 삼한 시대에는 현재의 고성에 위치하였고 변한에 속한 고자미동국(古資彌凍國)이었고, 그 후 가야시대에는 육가야 중 소가야에 속하였다가 신라로 흡수되었다.
- 남북국 시대 경덕왕 때 고자군이 고성군으로 개칭되었다. 757년에는 강주에 속하였다.

### 고려 시대
- 현종 9년에는 거제현으로 속하였다. 충렬왕 때 남해현으로 병합되었다가 다시 복귀하였다.

### 조선 시대
- 선조 37년 삼도수군통제영을 거제현 두룡포로 옮겨와 설치하였다. 1604년 삼도수군통제영이 이 고장으로 옮겨온 이후 군사도시로서 발전하게 되었는데, 삼남의 세곡을 나르던 조운선과 화물선의 출입이 빈번하여 남해안 해운의 중심지가 되었다.
- 숙종 3년 1677년 두룡포가 고성현에 이속되어 춘원면으로 개칭되었다. 1895년 고종 32년에는 통제영이 폐지되었다.[1]

### 일제 강점기
- 1914년 4월 1일 용남군과 거제군을 통영군으로 병합, 광이면(光二面)·광남면(光南面)을 고성군으로 이속하였다.[2] 이 당시 15면은 다음과 같다.

| 조선총독부령 제111호 |             | |
| 구 행정구역 | 신 행정구역 | 신 행정구역 |
| 용남군 가좌면(加佐面) 어의동, 창동/신호동 | 통영면      | 어의리, 창호리 |
| 용남군 동면(東面) 서부동/동부동 일부/동락동 일부/창동 일부/서구동 일부/신상동 일부/북문동 일부, 동암동/달포동/항북동 일부/무전동 일부/송정동 일부, 장대동 일부/무전동 일부/송정동 일부/서구동 일부/장문동 일부, 송정동 일부/창동 일부/(서면)선동 일부/동충동 일부, 북신동/신흥동 일부/북문동 일부, 원평동 일부/삼화동 일부, 매송동/항북동 일부/송정동 일부, 원평동 일부/삼화동 일부, 장문동 일부/삼화동 일부, 저도동, 면량동/정동 일부/장대동 일부/항북동 일부, 상동동/하동동/송정동 일부/동락동 일부/동부동 일부/신상동 일부/북문동 일부, 삼법동/항북동 일부/정동 일부/무전동 일부 | 통영면      | 대화정(大和町), 동달리, 무전리, 부도정(敷島町), 북신리, 삼화리, 서정(曙町), 원평리, 장문리, 장평리, 저도리, 정량리, 조일정(朝日町), 화삼리 |
| 용남군 서면(西面) 선동 일부/동충동 일부/서충동, 동당동/서당동/태평동 일부/인동 일부, 천동(泉洞)/서교동 일부/도리동 일부/천동(川洞)일부, 명정동 일부/응림동 일부/(동면)신흥동 일부, 동교동/선동 일부/명정동 일부/서교동 일부, 민양동/인동 일부/천동(川洞)일부/도리동 일부/태평동 일부, 노동/대평동 일부/응림동 일부, 남포동/도산동 일부/일운동 일부/서송동 일부, 미오동/남수동/봉수동 일부, 해평동/봉수동 일부/서송동 일부/도산동 일부, 일운동 일부/이운동, 풍화동 | 통영면      | 길야정(吉野町), 당동리, 도천리, 명정리, 신정(新町), 인평리, 평림리                                                                         |
| 용남군 서면(西面) 선동 일부/동충동 일부/서충동, 동당동/서당동/태평동 일부/인동 일부, 천동(泉洞)/서교동 일부/도리동 일부/천동(川洞)일부, 명정동 일부/응림동 일부/(동면)신흥동 일부, 동교동/선동 일부/명정동 일부/서교동 일부, 민양동/인동 일부/천동(川洞)일부/도리동 일부/태평동 일부, 노동/대평동 일부/응림동 일부, 남포동/도산동 일부/일운동 일부/서송동 일부, 미오동/남수동/봉수동 일부, 해평동/봉수동 일부/서송동 일부/도산동 일부, 일운동 일부/이운동, 풍화동 | 산양면      | 도남리, 미수리, 봉평리, 영운리, 풍화리 |
| 용남군 산양면(山陽面) 곤리동, 남전동 일부/금평동, 마동/달아동 일부, 대청동/원항동/남전동 일부/(서면)관유동, 신봉동/봉전동, 연대동/오곡동, 연명동/중화동/달아동 일부, 저도동/학림동, 추도동 | 산양면      | 곤리리, 남평리, 미남리, 삼덕리, 신전리, 연곡리, 연화리, 저림리, 추도리                                                                     |
| 용남군 산내면(山內面) 양지동/수월동, 오륜동 일부/저산동 일부, 저산동 일부 | 도산면      | 수월리, 오륜리, 저산리 |
| 용남군 도선면(道善面) 관일동/덕치동, 노전동/평리동 일부/원동 일부, 지법동/송계동/잠포동/(산내면)오륜동 일부, 오산동/원동 일부/평리동 일부 | 도산면      | 관덕리, 도선리, 법송리, 원산리 |
| 용남군 도남면(道南面) 노산동 일부, 창포동/적덕동 일부, 용호동, 우동/적덕동 일부, 죽림동/호이동/노산동 일부 | 광도면      | 노산리, 덕포리, 용호리, 우동리, 죽림리 |
| 용남군 광삼면(光三面) 안정동/황리동 일부, 황리동 일부 | 광도면      | 안정리, 황리 |
| 용남군 사량면(蛇梁面) 동변동/서변동/옥동, 내지동/돈지동, 능량동/외지동, 덕동/읍호동 | 원량면      | 금평리, 돈지리, 양지리, 읍덕리 |
| 용남군 원삼면(遠三面) 노대동, 읍동/옥동/청사동, 두미동, 도동/덕동/유동, 연화동 | 원량면      | 노대리, 동항리, 두미리, 서산리, 연화리 |
| 용남군 한산면(閑山面) 두억동, 여차동/고포동, 용초동/호두동, 항북동, 비진동, 창동/동좌동/서좌동, 봉암동/추원동, 야소동/의암동/아포동 | 한산면      | 두억리, 염호리, 용호리, 매죽리, 비진리, 창좌리, 추봉리, 하소리                                                                             |
| 거제군 장목면(長木面) 두미리/관포리, 신촌리/궁농리, 농소리, 상유리/하유리, 구영리/황포리, 장목리 | 장목면      | 관포리, 송진포리, 농소리, 유호리, 구영리, 장목리                                                                                           |
| 거제군 외포면(外甫面) 율천리/율리, 대금리, 시방리, 외포리, 덕상리/덕하리/덕포리 | 장목면      | 율천리, 대금리, 시방리, 외포리 |
| 거제군 외포면(外甫面) 율천리/율리, 대금리, 시방리, 외포리, 덕상리/덕하리/덕포리 | 이운면      | 덕포리 |
| 거제군 이운면(二運面) 장승포리, 옥명리/능포리, 실화리/우산리/거로리, 구태리/두매리, 상아리/하아리/옥포리 일부, 조라리/국산리/옥포리 일부, 저산리/양정리, 매월리/수양동/수동리 | 이운면      | 장승리, 능포리, 아양리, 두매리, 아주리, 옥포리, 양정리, 수월리                                                                             |
| 거제군 둔덕면(屯德面) 어구리, 하둔리, 노산리/술역리/화도리, 학산리 일부, 농막리/거림리/마장리 일부/시목리 일부, 방하리/산방리 일부, 산방리 일부, 마장리 일부/시목리 일부/상서리, 상둔리/유지리/옥동리 | 둔덕면      | 어구리, 하둔리, 술역리, 학산리, 거림리, 방하리, 산방리, 시목리, 상둔리                                                                     |
| 거제군 서부면(西部面) 죽림리/오수리 일부/(동부면)산촌리 일부/명진리 일부, 동상리/동하리/오수리 일부, 서상리/서하리, 남동리 일부/서정리 일부, 남동리 일부/서정리 일부, 동림리/화원리/옥산리, 외간리, 내간리, 소랑리, 법동리/산달리 | 거제면      | 오수리, 동상리, 서상리, 남동리, 서정리, 옥산리, 외간리, 내간리, 소랑리, 법동리                                                             |
| 거제군 일운면(一運面) 장평리/연곡리, 동문리/서문리, 상동리/용산리 일부, 문동리/용산리 일부, 삼거리, 양화리/망치리, 항리, 와현리/왜구리/조라리, 교항리/선창리/회진리/대동리, 소동리, 옥림리/지심리 | 일운면      | 장평리, 고현리, 상동리, 문동리, 삼거리, 망치리, 구조라리, 와현리, 지세포리, 소동리, 옥림리                                                 |
| 거제군 사등면(沙等面) 덕호리/(둔덕면)학산리 일부, 신계리/오랑리, 부평리/청곡리/지석리 일부, 장좌리/지석리 일부/사근리 일부, 지석리 일부/사근리 일부/내사등리 일부, 사등리/내사등리 일부, 사곡리 | 사등면      | 덕호리, 오랑리, 청곡리, 지석리, 성포리, 사등리, 사곡리                                                                                     |
| 거제군 동부면(東部面) 남송리/명진리 일부/산촌리 일부, 산촌리 일부/산양리 일부, 산양리 일부/유천리 일부, 부춘리, 연담리/구천리/평지리/유천리 일부, 학동리/수산리, 갈곶리, 다목리, 다포리, 저구리/근포리, 탑포리, 율포리, 가배리 일부, 가배리 일부/영북리/동호리 | 동부면      | 명진리, 산촌리, 산양리, 부춘리, 구천리, 학동리, 갈곶리, 다목리, 다포리, 저구리, 탑포리, 율포리, 가배리, 오송리                             |
| 거제군 연초면(延草面) 대오리/소오리, 한내리, 연사리, 다공리, 관암리/죽토리/죽전리, 문암리/덕치리, 이목리/이남리 | 연초면      | 오비리, 한내리, 연사리, 다공리, 죽토리, 덕치리, 이목리                                                                                     |
| 거제군 하청면(河清面) 하청리, 유계리/외상리, 덕곡리/해안리, 사환리/실전리, 석포리, 장곶리/어온리, 외질포리/연구리, 송포리/대곡리 | 하청면      | 하청리, 유계리, 덕곡리, 실전리, 석포리, 어온리, 연구리, 대곡리                                                                             |
15면 - 통영면, 산양면, 도산면, 광도면, 원량면, 한산면, 장목면, 이운면, 둔덕면, 거제면, 사등면, 일운면, 동부면, 하청면, 연초면
- 1917년 통영면의 시가지를 제외한 동부 10개 리를 용남면으로 분면하고, 서부 당동리, 인평리, 평림리 등 3개 리를 산양면에 편입하였다. (16면)
- 1929년 4월 1일 통영면 창호리를 사등면에 편입하였다.[3]
- 1931년 4월 1일 통영면이 통영읍으로 승격하였다.[4] (1읍 15면)
- 1938년 10월 1일 이운면을 장승포읍으로 승격하였다.[5] (2읍 14면)
- 1939년 4월 1일 산양면 일부를 통영읍에 편입하였다.[6]

| 조선총독부령 제39호                                   |             |
| 구 행정구역                                           | 신 행정구역 |
| 산양면 미수리, 봉평리, 도남리, 당동리, 인평리, 평림리 | 통영읍 일부 |

### 6.25 전쟁 이후
- 6.25 전쟁 말기인 1953년 1월 1일 장승포읍, 장목면, 둔덕면, 거제면, 사등면, 일운면, 동부면, 하청면, 연초면이 거제군으로 복군하였다.[7] (1읍 6면)

| 법률 제271호 거제군설치에관한법률                                               |             |
| 구 행정구역                                                                     | 신 행정구역 |
| 통영군 장승포읍, 장목면, 둔덕면, 거제면, 사등면, 일운면, 동부면, 하청면, 연초면 | 거제군 일원 |
- 1955년 7월 1일 원량면을 욕지면과 사량면으로 분면하였다.[8] (1읍 7면)

| 법률 제360호 지방자치단체의폐치분합및구역변경에관한법률 |             |
| 구 행정구역                                             | 신 행정구역 |
| 원량면 동항리, 서산리, 연화리, 노대리, 두미리           | 욕지면 일원 |
| 원량면 금평리, 돈지리, 읍덕리, 양지리                   | 사량면 일원 |

### 충무시
- 1955년 9월 1일 통영읍을 충무시(忠武市)로 승격하였다.[9] (7면)

### 통영시
- 1995년 1월 1일 충무시 일원과 통영군 일원을 관할로 도농복합형태의 통영시가 설치되었다.[10]
- 1995년 3월 2일에는 산양면을 산양읍으로 승격하였다.(1읍 6면)
- 1996년 12월 20일에 통영대전고속도로가 개통함에 따라, 대전에서 2시간 정도면 통영에 도착할 수 있게 되었다.
- 2008년 4월 18일 통영 케이블카  준공식과 개통식을 진행하였다.
- 2010년 12월 13일 거가대교 개통으로 부산 인근 지역과 연결되면서, 이것은 2011년 6월 9일에 하루 입장객수 10,209명을 최초로 돌파하면서 지역경제의 도움을 주었다.[11]
- 2010년 12월 31일 도천동과 인평동을 도천동으로, 미수1동과 미수2동을 미수동으로, 봉평동과 도남동을 봉평동으로 합동하였다.

## 같이 보기
- 거제시의 역사
- 통영시